# Diospontus

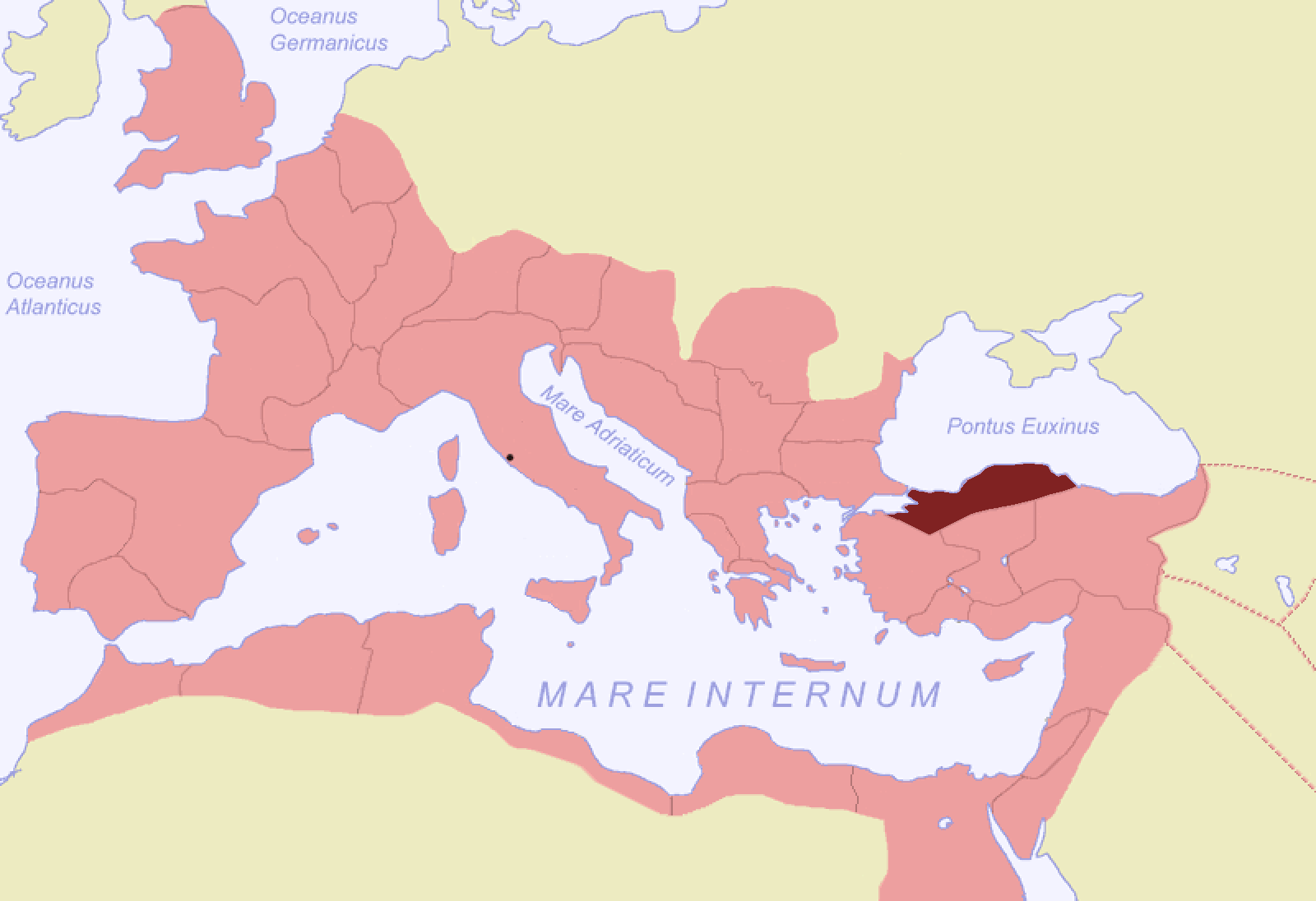
La province de Bithynie-Pont (Bithynia et Pontus) avant la réforme de Dioclétien.

La province romaine de Diospontus ou Diospontos a été créée par Dioclétien lors de sa réforme du découpage des provinces romaines en diocèses (295). Elle est renommée Hélénopont (Helenopontus) sous Constantin en l'honneur de sa mère Hélène.
Le territoire de cette province est en bordure de la mer Noire, autour de la ville Sinop et a Amasya (Amasée) pour capitale. C'est une partie de l'ancienne province romaine de Bithynie-Pont (Bithynia et Pontus).